# Stelis brachiata
Stelis brachiata är en orkidéart som beskrevs av Carlyle August Luer. Stelis brachiata ingår i släktet Stelis och familjen orkidéer. Inga underarter finns listade i Catalogue of Life.